# Hypnodendron marginatum
Hypnodendron marginatum är en bladmossart som beskrevs av Lindberg, Georg Friedrich von Jaeger och Sauerbeck 1861. Hypnodendron marginatum ingår i släktet Hypnodendron och familjen Hypnodendraceae. Inga underarter finns listade i Catalogue of Life.